# NGC 6912
NGC 6912 ist eine Balken-Spiralgalaxie mit ausgedehnten Sternentstehungsgebieten vom Hubble-Typ SBc im Sternbild Capricornus auf der Ekliptik. Sie ist schätzungsweise 315 Millionen Lichtjahre von der Milchstraße entfernt und hat einen Durchmesser von etwa 130.000 Lj.
Im selben Himmelsareal befinden sich u. a. die Galaxien IC 1319 und IC 1321.
Die Typ-Ic-Supernova SN 2009dp wurde hier beobachtet.
Das Objekt wurde am 14. August 1881 von Edward Singleton Holden entdeckt.